# The second you sleep (album)
The second you sleep is het debuutalbum van de Deense band Saybia uit 2002.

## Tracklist
1. 7 demons
2. Fools corner
3. The second you sleep
4. Snake tongued beast
5. Joy
6. Still falling
7. The day after tomorrow
8. In spite of
9. Empty stairs
10. The miracle in July
11. The one for you

## Singles
De volgende singles zijn van het album uitgebracht. Aangezien de eerste singles niet meteen aansloegen en de band niet echt bekend was, werd er veel opnieuw uitgebracht.
- Fools corner (2002)
- The second you sleep (2002)
- In spite of (2002)
- In spite of (speciale versie) (2003)
- The day after tomorrow (maxi) (2003)
- 7 demons (2003)
- The second you sleep (2003)